# Mead Valley
Mead Valley est une census-designated place du comté de Riverside, dans l'État de Californie, aux États-Unis,. En 2020, elle compte une population de 19 819 habitants.